# Euderces cribripennis
Euderces cribripennis är en skalbaggsart som beskrevs av Bates 1892. Euderces cribripennis ingår i släktet Euderces och familjen långhorningar.
Artens utbredningsområde är Costa Rica. Inga underarter finns listade i Catalogue of Life.